# Isla Brasil
La Isla Brasil o Hy brasil es una isla fantasma situada en algún lugar del océano Atlántico y conocida de diversas formas desde su primera aparición en la mitología irlandesa, alguna vez identificada con la isla de San Brandán. En el mapa de Pizigani de 1367 con el nombre de isla de Braçir es triple; en mapas posteriores se conocerá con los nombres de Braxil, Brazille, Brasile, Bracie, Bresily, Bersil, Brazilæ, Bresilji, Braxilis, Branzilæ, O'Brasil, O'Brassil, Hy Brasil, y otras variantes, con las que llegará todavía al mapa de Jefferys, publicado ya en el siglo XVIII. En el controvertido mapa de Vinlandia, se identifica con la isla de San Brandán situada frente a las costas de Francia: «Magnæ insulæ Beati Brandani Branziliæ dictæ».
En 1498 Pedro de Ayala, embajador de los Reyes Católicos ante la corte inglesa, informaba de que desde hacía siete años buscaban la isla navíos ingleses.
Tales expediciones pudieron de hecho iniciarse hacia 1480, en relación con la búsqueda de caladeros de bacalao. También hablaba de esas expediciones hacia 1498 John Day, un mercader inglés, en carta dirigida probablemente a Cristóbal Colón, donde afirmaba que los marinos de Bristol habían llegado a ella, situándola por tanto en el Atlántico Norte, próxima a Terranova y en relación con las expediciones de Juan Cabot.
La mencionada isla fantasma habría estado situada en Europa, frente a las costas de Irlanda, por lo que no parece tener relación con el país sudamericano descubierto por exploradores portugueses a principios del año 1500 bautizado de Brasil. Asimismo, no existen archivos que compartan el origen del nombre Brasil para dicha isla fantasma, se cree que en un principio se llamó Basil y luego Hi-Brasil o Hy-Brasi.
A pesar de la similitud, el nombre del país sudamericano llamado Brasil no guarda relación el país con las islas míticas. Al principio Brasil, el país, fue llamada Ilha de Vera Cruz (Isla de la Vera Cruz) y más tarde, Terra de Santa Cruz (Tierra de Santa Cruz) por los navegantes portugueses que descubrieron la tierra. Después de algunas décadas, comenzó a ser llamado Brasil, debido a la explotación de brasil natal, en ese momento la única exportación de la tierra. La palabra "Brasil" viene de brasil (Paubrasilia echinata), un árbol que crecía en abundancia a lo largo de la costa brasileña. En portugués, el palo de Brasil se llama Pau-Brasil, con la palabra Brasil se da comúnmente la etimología "rojo como una brasa", formado a partir del latino "brasa" y el sufijo "-il" (-iculum o -ilium).

## Aparición en los mapas

Atlas Catalán de 1375
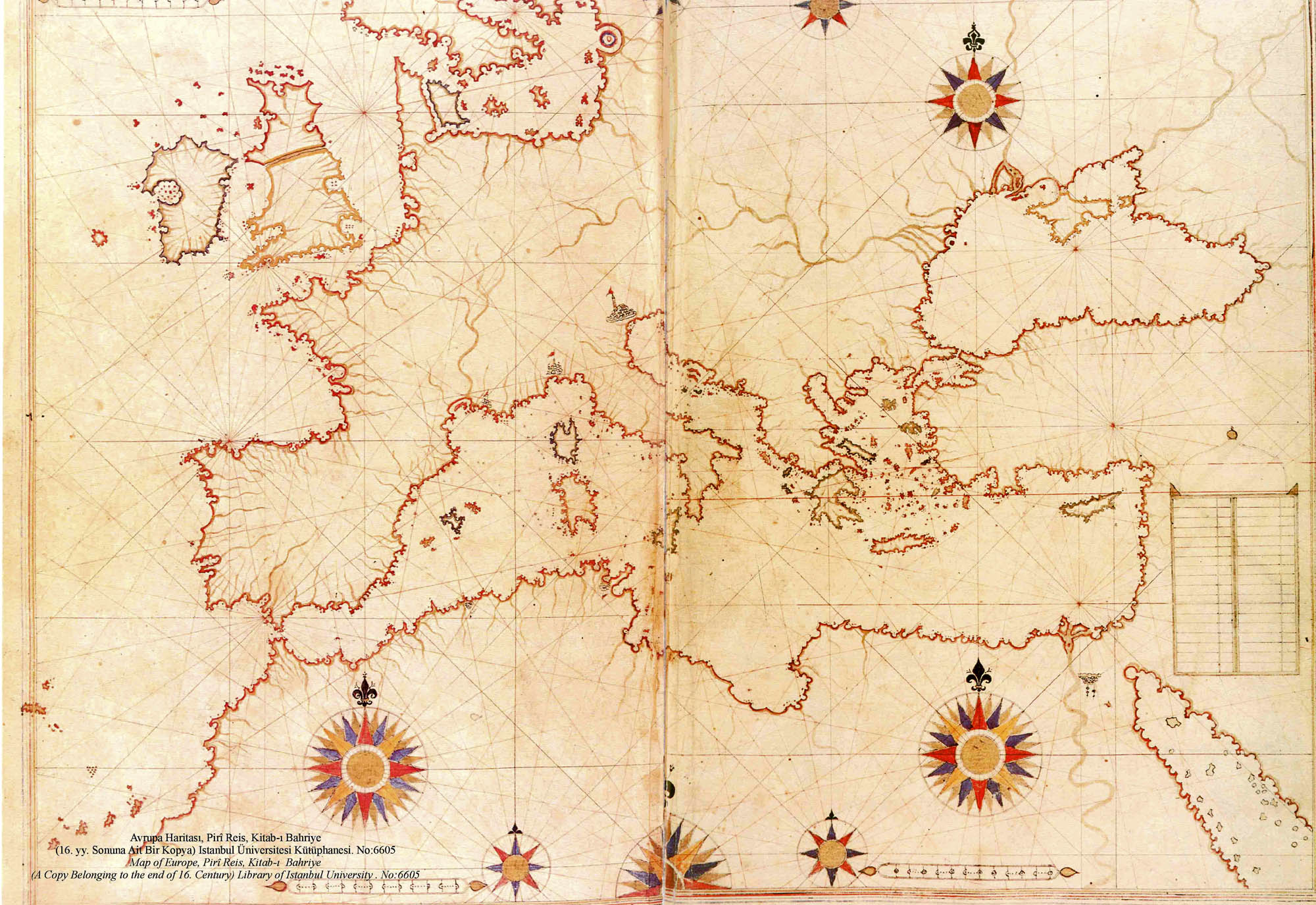
Mapa de Piri Reis, mapa de Europa y el mar Mediterráneo de 1513
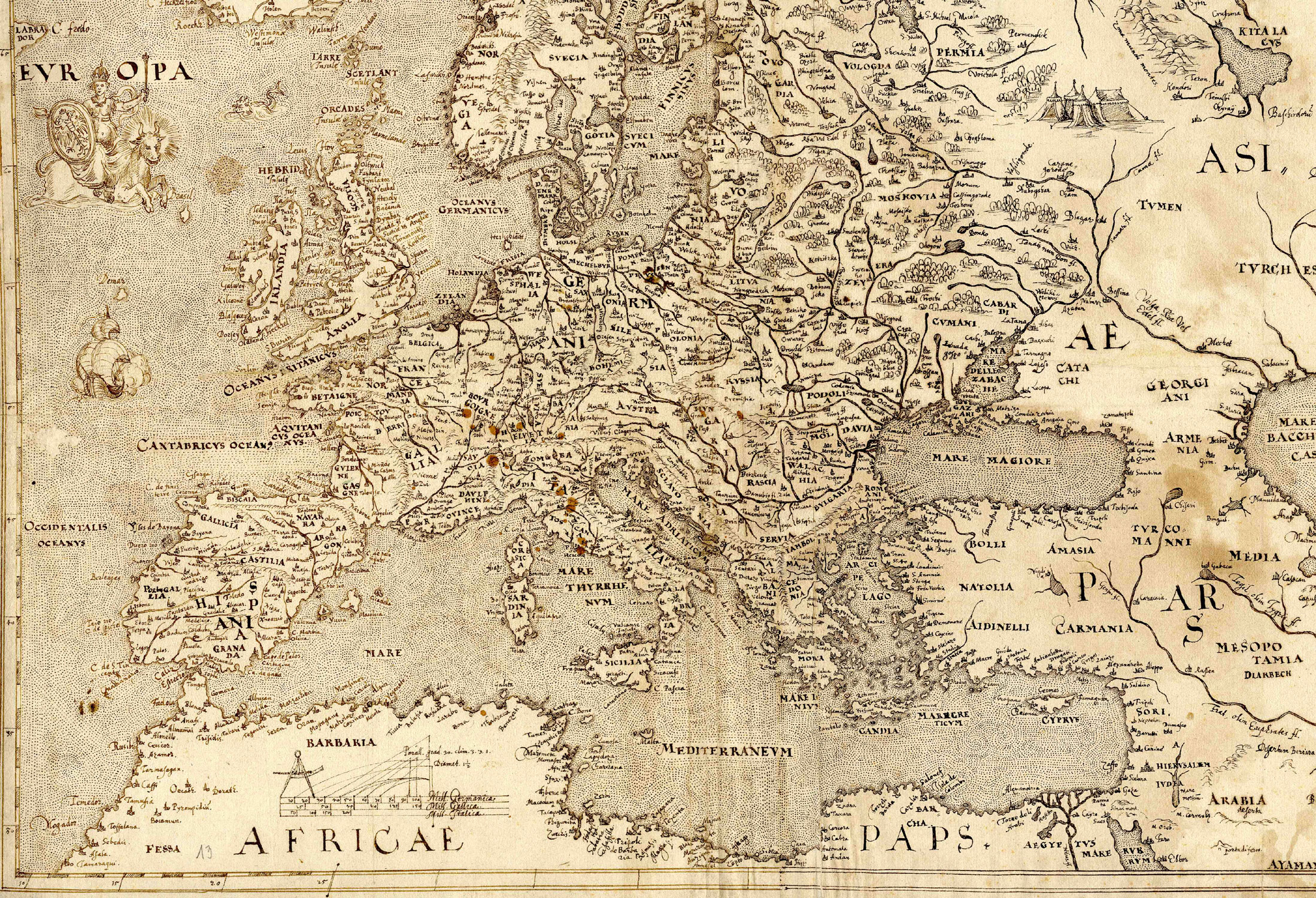
Mapa de Europa de 1570
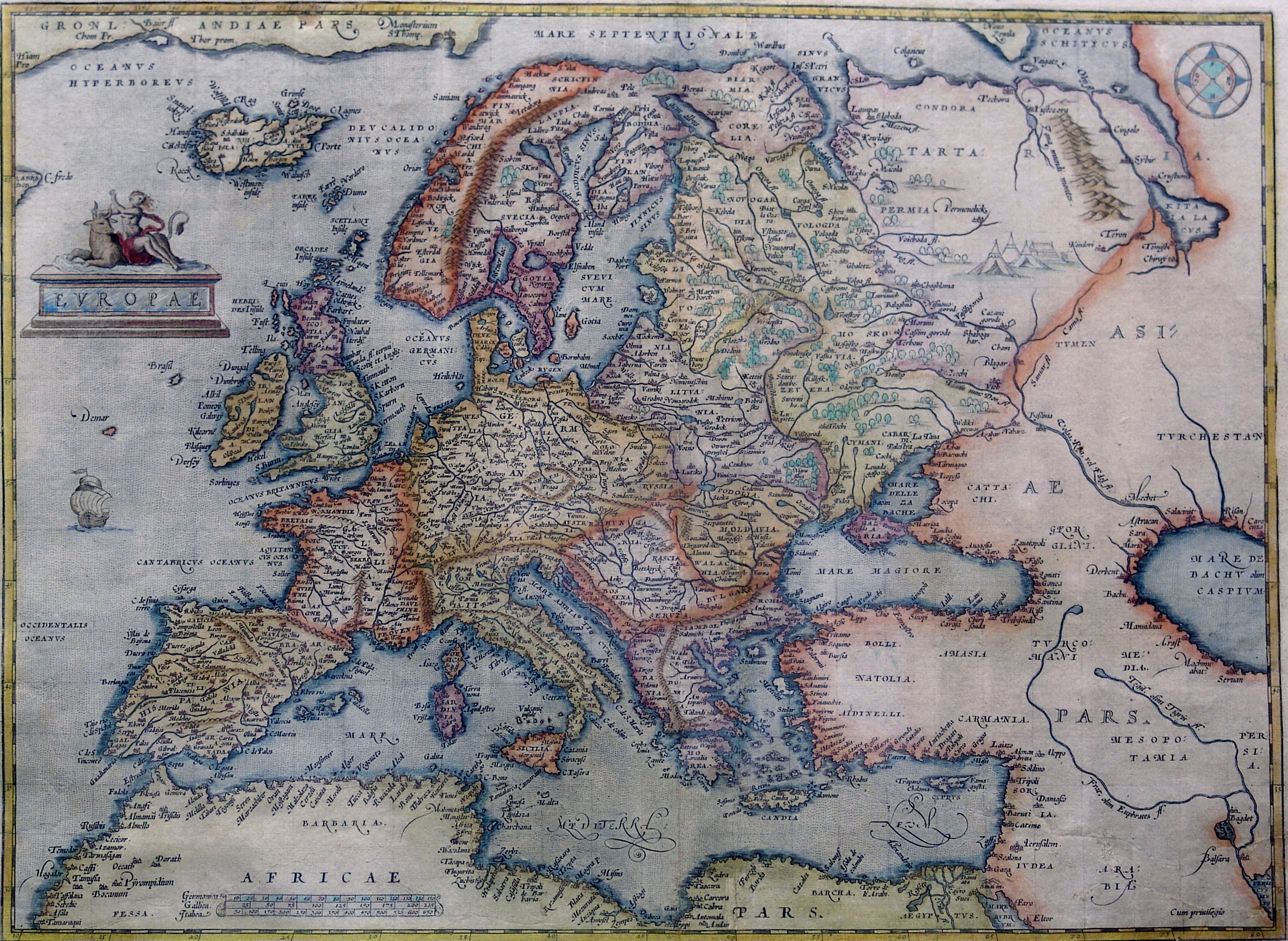
Mapa de Abraham Ortelius, Europa de 1595
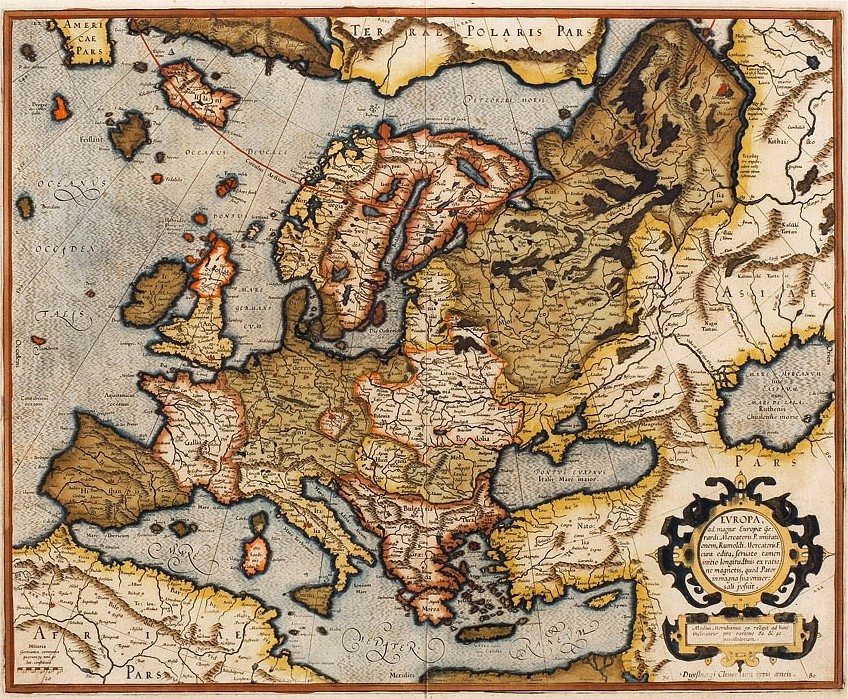
Mapa de Gerardus Mercator de 1595
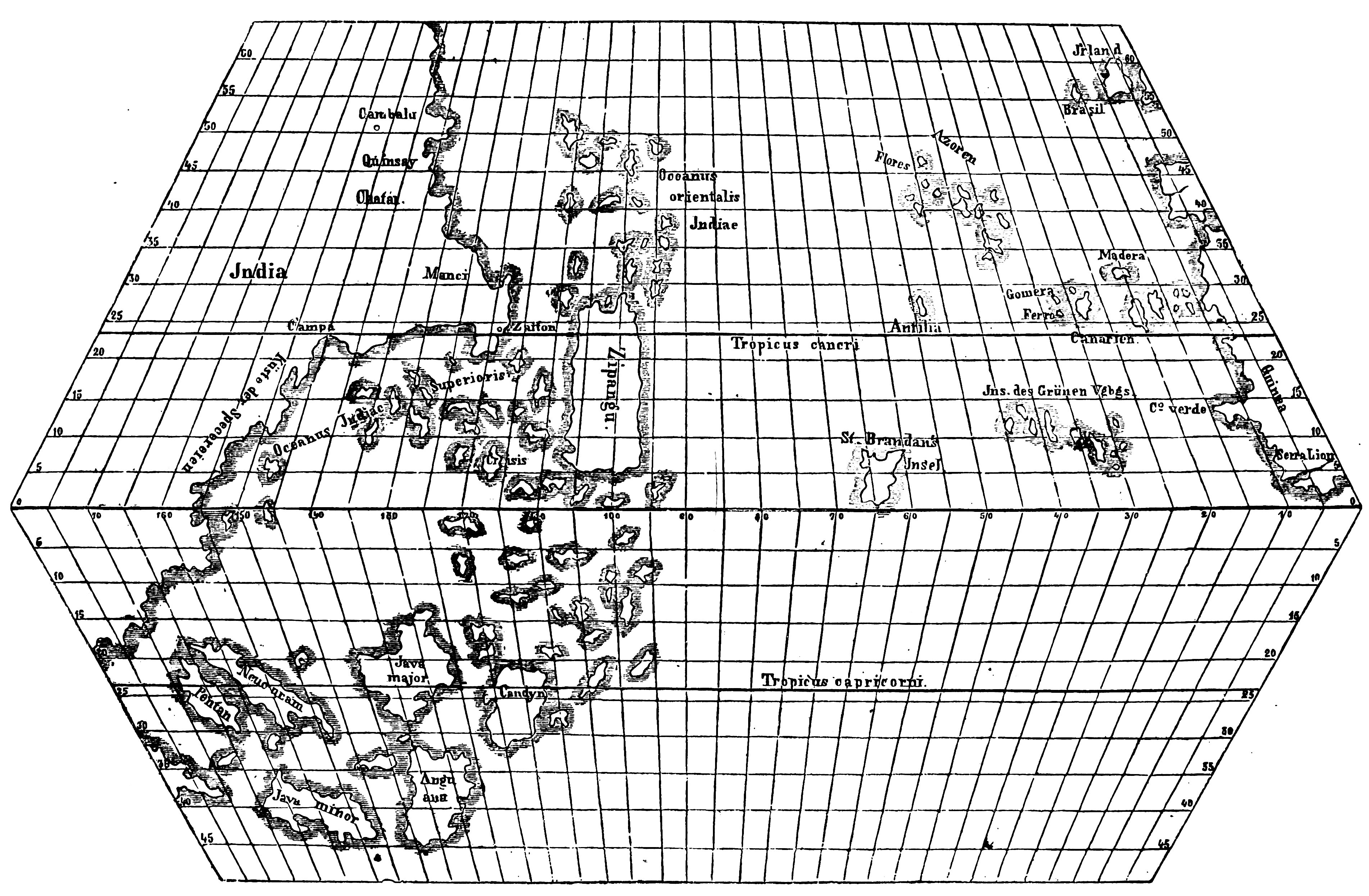
Reconstrucción hipotética del mapa de Toscanelli realizada en 1898.

## Búsqueda de la isla
Se realizaron expediciones a la izquierda de Bristol entre 1480 y 1481 para buscar la isla, y una carta escrita por Pedro de Ayala, poco después del regreso de Juan Cabot (a partir de su expedición en 1497), informa que la tierra encontrada por Cabot había sido "descubierta en el pasado por los hombres de Bristol que fundaron Brasil".
Más tarde, varias personas afirmaron haber visto a la isla de la costa de Irlanda, o incluso haber desembarcado en ella, el último avistamiento se supone estar en 1872. En 1674 el capitán John Nisbet afirmó haber visto a la isla cuando iba en un viaje desde Francia a Irlanda. Afirmó que la isla estaba habitada por negros y grandes conejos de un mago que vivían solos en un castillo de piedra. Roderick O'Flaherty en la A Chorographical Description of West or H-Iar Connaught (1684) nos dice: "Ahora está viviendo allí, Morogh O'Ley (Murrough Ó Laoí), que imagina haber vivido personalmente en la O'Brasil durante dos días, y vio salir de ella las Islas de Aran, Golamhead (por Lettermullen), Irrosbeghill, y en otros lugares del continente al oeste que se conocían".
Hy-Brasil también se ha identificado con Porcupine Bank, un banco de arena en el océano Atlántico a unos 200 kilómetros (120 millas) al oeste de Irlanda descubierto en 1862. Ya en 1870 se presentó un documento a la Sociedad Geológica de Irlanda sugiriendo esta identificación. La idea reaparece periódicamente y así, por ejemplo, se encuentra en una edición de 1883 de las Notas y Consultas y en otras publicaciones como el libro de Graham Hancock, Underworld: The Mysterious Origins of Civilization.